# Alexander Michaeletos
Alexander Michaletos (Johannesburg, 25 novembre 1992) è un attore sudafricano.
Michaeletos (anche accreditato come Michaletos) ha fatto il suo debutto nel film del 2005 Duma, diretto da Carroll Ballard, dove interpreta Xan, un ragazzo che fa amicizia con un ghepardo chiamato Duma, recitando con Eamonn Walker, Campbell Scott, e Hope Davis.
Fu scoperto dai direttori del casting dopo una ricerca internazionale svoltasi prima a New York, Londra, Canada, Chicago e alla fine  in Sudafrica.